# Galène
Pour les articles homonymes, voir Galène (homonymie).
La galène est une espèce minérale composée de sulfure de plomb de formule PbS avec des traces d'autres éléments chimiques : Ag, Bi, Se, Te, Cu, Zn, Cd, Fe, As, Sb, Mo, Au, d'où l'existence de nombreuses variétés. Elle forme une série avec la clausthalite.

## Historique de la description et appellations

### Étymologie
Du latin galena et du grec galene, « minerai de plomb ». Elle fut citée par Pline l'Ancien dès 77.
À l'origine, ce terme de galène désignait tous les minéraux de plomb, même les scories de fusion.
Pline utilisait d'ailleurs essentiellement ce terme pour désigner les scories de plomb fondu alors qu'aujourd'hui ce terme ne désigne plus que la version naturelle du sulfure de plomb.

### Synonymie
Le terme reconnu internationalement est « galena » et non galène, qui n'est qu'un synonyme francophone.
Il existe pour ce minéral de nombreux synonymes :
- acerilla : nom donné par les mineurs sud-américain au minerai de galène[7] ;
- galènite : synonyme essentiellement anglo-saxon[8] ;
- mine de plomb grise (Jean-Baptiste Romé de L'Isle)[9] ;
- parakobellite (Hintze) ;
- plomb argentifère ;
- plomb sulfuré (René Just Haüy)[10].

## Caractéristiques physico-chimiques

### Mélange, variétés et pseudomorphose
Mélange
- Galène argentifère (syn. argentiferous galena), mélange de galène et d'argent. Il existe de très nombreux gisements de ce mélange dans le monde. Les cristaux les plus spectaculaires viennent du filon du Silberthalrücken, Silbertal, Steinbach, Cernay.

Variétés
- Galène aurifère (syn. auriferous galena), variété de galène riche en or. Elle ne se rencontre que sur le territoire des États-Unis (Arizona, Colorado, Montana, Pennsylvanie, Sud-Dakota).
- Galène sélénifère (syn. selenian galena), variété de galène riche en sélénium de formule Pb(S,Se). Quelques occurrences par le monde : en Europe, Italie et en Suède, mais aussi aux États-Unis aux îles Fidji. C'est le gisement de Yoko-Dovyrensky, Dovyren, région du lac Baikal, en Sibérie qui fait référence[11].
- U-Galena, variété contenant l'isotope 206Pb, radioactive. Connue en Finlande, Sivakkaharju, Kuusamo, Oulun (Oulu) Lääni et aux États-Unis, Bedford, comté de Westchester., New York[12].
- Johnstonite, variété (contestée) de galène très riche en soufre. Décrite par Wilhelm Karl von Haidinger en 1833, sur des échantillons de Neu-Sinka en Transylvanie, ce qui lui a valu un premier baptême sous le nom de « sinkanite », elle a été partiellement étudiée par le minéralogiste Johnston, qui est le dédicataire de ce minéral[13]. Il existe un gisement de référence pour la johnstonite à Srebrna Góra, Ząbkowice Śląskie, Powiat Ząbkowicki, Dolnośląskie (Pologne)[14].

Pseudomorphose
- Sexangulite (syn. plumbeine) (Johann August Friedrich Breithaupt, 1863)[15]. Il s'agit d'une pseudomorphose de cristaux de pyromorphite en galène, décrite dès 1801 par René Just Haüy dans les mines de Huelgoat-Poullaouen, dans le Finistère, en Bretagne (France), mais les noms sexangulite et plumbeine ont été proposés par Breithaupt.

### Cristallochimie
Selon la classification de Dana, la galène sert de chef de file à un groupe de minéraux ayant le même groupe d’espace Fm3m et la même structure isométrique de formule générique AX.
- A peut être l’antimoine, le bismuth, le calcium, le fer, le manganèse, le magnésium, le palladium, le platine, le plomb.
- X peut être le soufre, le sélénium et/ou le tellure.

Selon la classification de Strunz, elle fait partie du groupe 2.CD.10, c'est-à-dire du groupe des sulfures et sulfosels (2) contenant des métaux et de formule AX (2.C) comme l'étain, le plomb ou le mercure (2.CD).
| Minéral      | Formule           | Groupe ponctuel | Groupe d'espace |
| ------------ | ----------------- | --------------- | --------------- |
| Altaïte      | PbTe              | m3m             | Fm3m            |
| Alabandite   | MnS               | m3m             | Fm3m            |
| Clausthalite | PbSe              | m3m             | Fm3m            |
| Galène       | PbS               | m3m             | Fm3m            |
| Keilite      | (Fe,Mn,Mg,Ca,Cr)S | m3m             | Fm3m            |
| Niningérite  | (Mg,Fe,Mn)S       | m3m             | Fm3m            |
| Oldhamite    | (Ca,Mg,Fe)S       | m3m             | Fm3m            |

Selon la classification de Dana, la galène se trouve dans la classe des sulfures (classe 2) de formule AmBnXp où le rapport (m+n):p vaut 1:1 (2.08) et plus précisément dans le groupe de la galène (2.08.01). Ce groupe contient, en plus des membres du groupe 2.CD.10 de la classification de Strunz, les minéraux borovskite, Pd3SbTe4, et crérarite, (Pt,Pb)Bi3(S,Se)4-x (x~0,7).

### Cristallographie

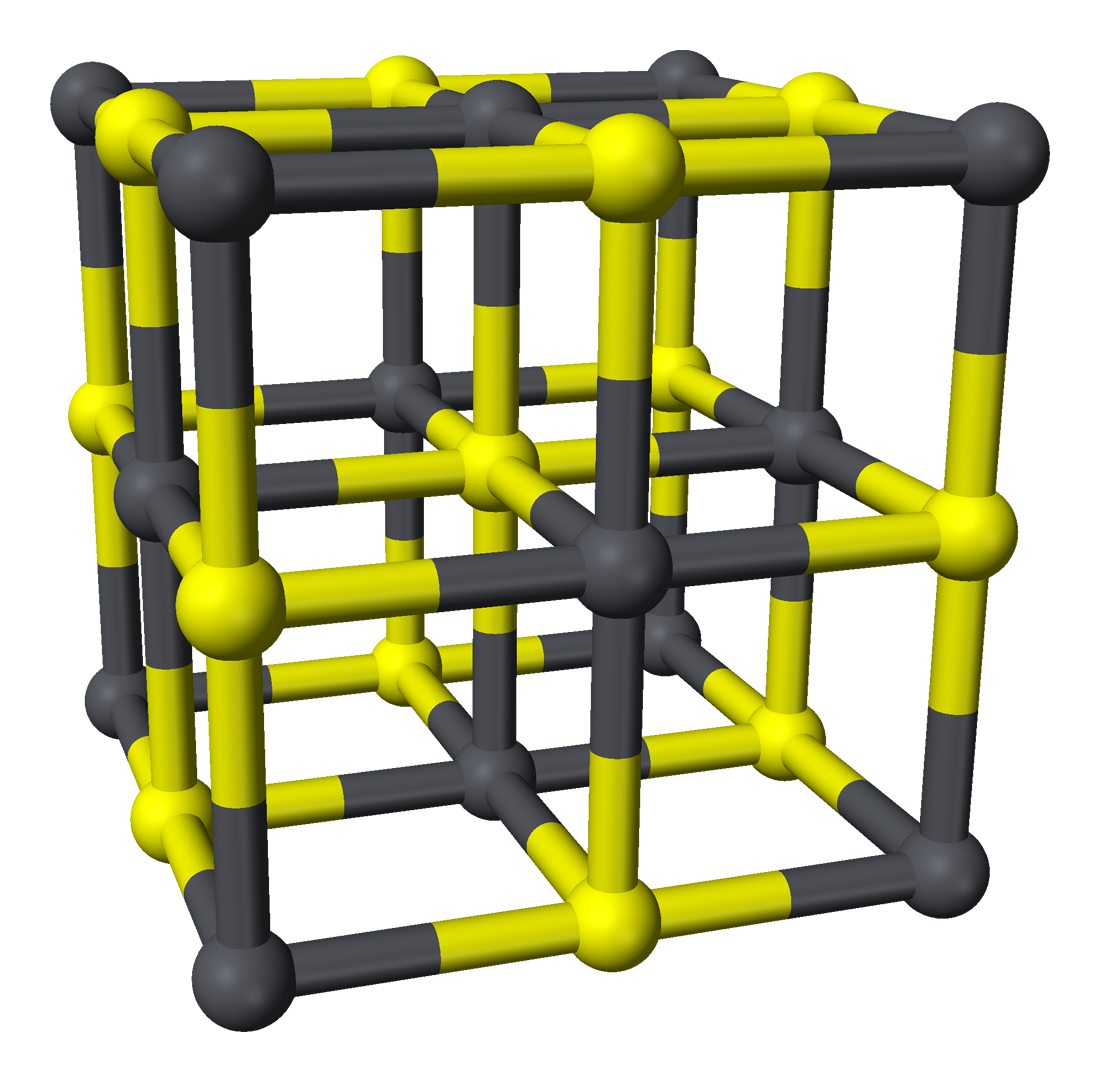
Maille conventionnelle de la galène.

- Sa structure, cubique, est celle de la halite, groupe d'espace Fm3m.
- La galène, qui cristallise en cubes ou octaèdres, est souvent maclée selon la loi du spinelle {111}, par interpénétration, il existe également des macles lamellaires moins fréquentes sur {114} ou {144}.4

- Paramètres de la maille conventionnelle : a = 5.936, Z = 4; V = 209.16
- Densité calculée = 7,60

- Structure réticulaire simple constituée de deux réticules cubiques simple qui s'interpénètrent à moitié. Ce qui signifie que la galène est une alternance continuelle d'atomes de soufre et de plomb.

## Gîtes et gisements

### Gîtologie et minéraux associés
La galène est le minerai de plomb le plus abondant.
Les gisements de galène (anc. « plomb argentifère ») contiennent souvent des quantités notables d'argent comme impuretés, et, de ce fait, ont longtemps constitué une source importante de ce métal. Leur exploitation est source de pollution de l'environnement et cause fréquente de saturnisme.
Elle est un des sulfures les plus communs dans les gîtes hydrothermaux, associée avec la pyrite, la chalcopyrite et la sphalérite (association dite « BPGC » : blende, pyrite, galène, chalcopyrite). Dans les gîtes plomb-zinc de basse température, elle est normalement associée avec la chalcopyrite, la sphalérite, la marcassite, la calcite, la dolomite et le quartz. Les genèses magmatique et sédimentaire sont beaucoup plus rares.

### Gisements producteurs de spécimens remarquables
Il existe de nombreux gisements à travers le monde. On trouve des gisements de galène au Canada, en Allemagne, en Australie, en Belgique, en Côte d'Ivoire, en Écosse, en Espagne, aux États-Unis d'Amérique (Missouri, Illinois, Iowa, Kansas, Oklahoma, Colorado, Idaho, Utah, Montana et Wisconsin), en Gambie, en France, en Italie, au Mexique, en Roumanie, en Bulgarie et au Royaume-Uni (Gloucestershire).
En France, le gisement de la région de Pontgibaud (Puy-de-Dôme) était l'un des plus importants d'Europe et a été exploité jusqu'à la fin du XIXe siècle.

## Utilisation
La galène fut utilisée comme minerai de plomb dès l'Antiquité (au moins - 3000 av. J.-C.) et en tant que teinture noire (le carbonate, qui donne la céruse, est en revanche d'un blanc très couvrant). Elle joue depuis toujours un rôle important dans l'histoire de l'humanité puisqu'elle est quasiment l'unique source de plomb sur Terre. Elle servait aussi dans l'Égypte ancienne à la fabrication du khôl, un maquillage pour les yeux.
La galène est le seul sulfure de plomb d'importance économique.
C'est un minéral qui fond facilement en donnant un globule jaune de litharge (monoxyde de plomb). Il ne se dissout qu'à chaud dans l'acide chlorhydrique, provoquant un dégagement d'hydrogène sulfuré. Il est la source principale de plomb, qui en est extrait par grillage  afin d'en supprimer le soufre puis par calcination afin de le séparer de l'oxygène résultant de l'opération précédente et enfin un raffinage thermique ou par électrolyse. Toutes ces opérations permettent également de récupérer des métaux précieux dans les déchets de galène.
- Pour l'utilisation, se référer à l’article : plomb.
- Soins cosmétiques dans l'Égypte antique : la galène a servi à produire le khôl et la céruse, deux produits utilisés durant toute l'Antiquité dans divers maquillages et onguents en dépit de leur haute toxicité. L'utilisation de ces produits est encore aujourd'hui une source fréquente de saturnisme, notamment chez l'enfant.
- Récepteur à cristal : en 1874, Karl Ferdinand Braun découvrit les propriétés semiconductrices de la galène : le contact entre une pointe métallique et un cristal de galène peut former ce qu'on appelle aujourd'hui une diode Schottky. En 1906, il utilisa cette propriété, permettant la séparation du signal de la porteuse, pour concevoir un récepteur radio : le poste à galène. Cette découverte lui valut le prix Nobel de physique qu'il partagea avec Guglielmo Marconi en 1909.
- Cristal : mélangé à du verre en fusion sous sa production d'oxyde de plomb, il permet de produire le verre en cristal.

## Galerie

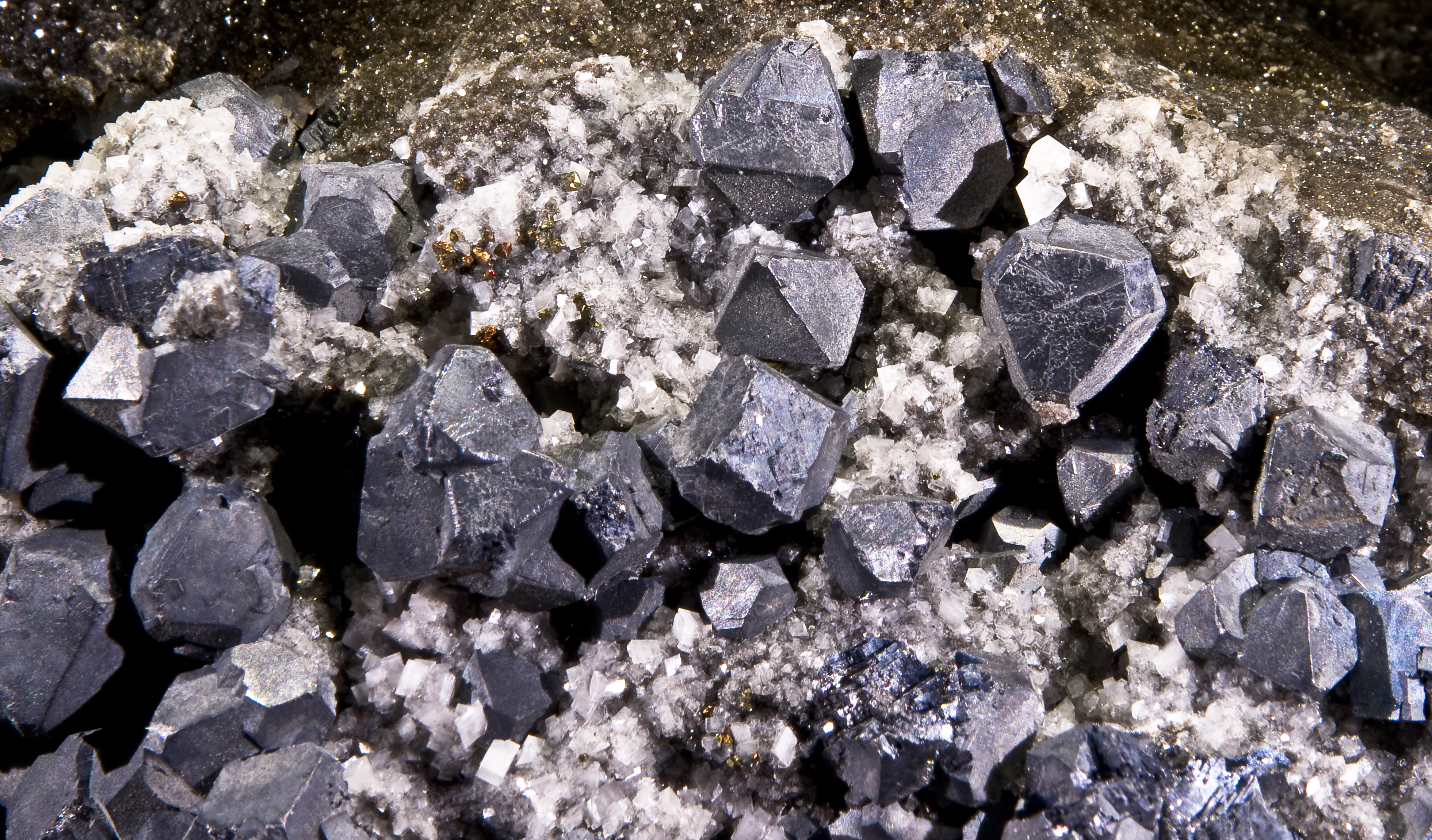
Galène, mines de Joplin, Missouri, États-Unis.
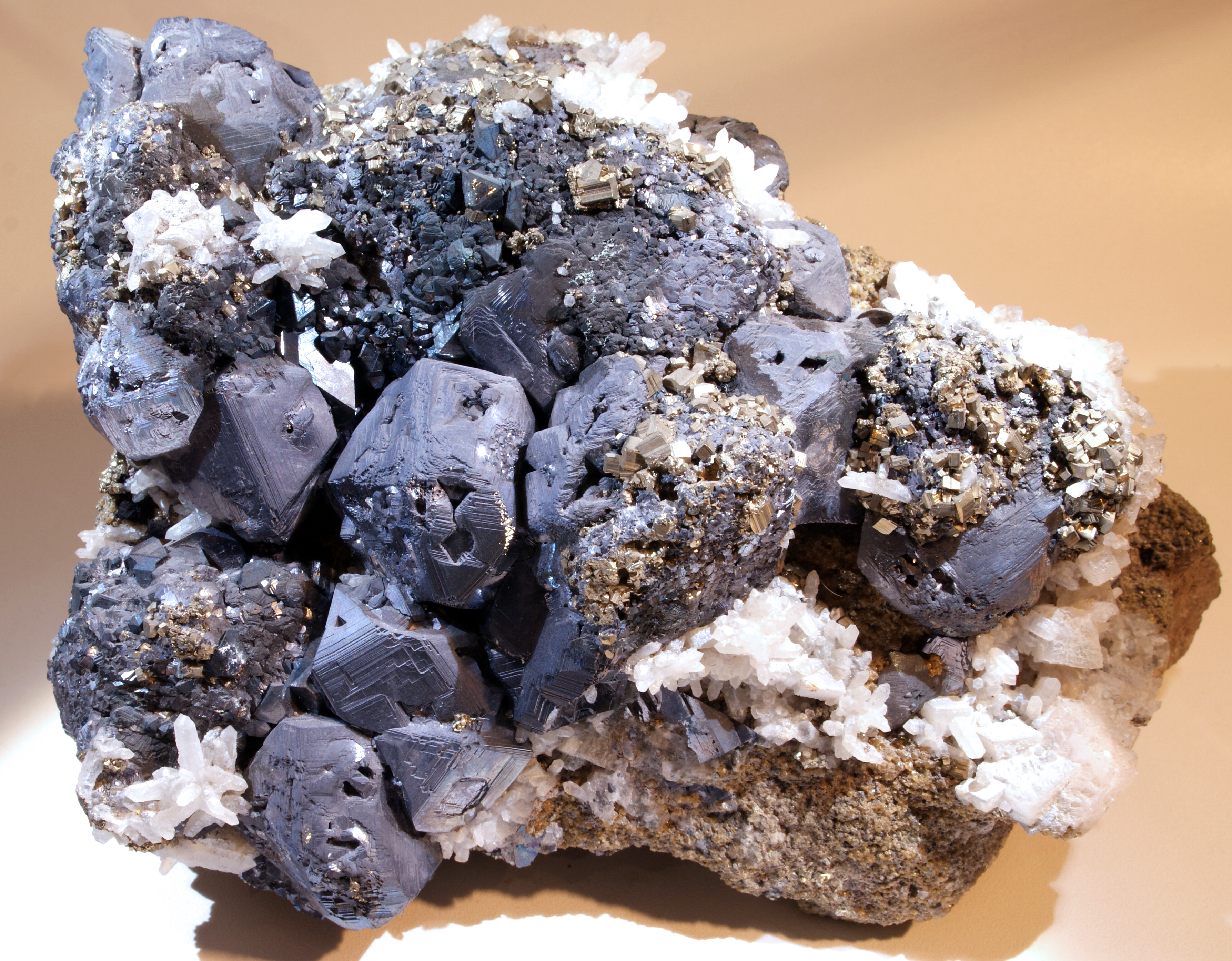
Galène, mine de Huaron, Pérou (23×13 cm).

### Utilisation

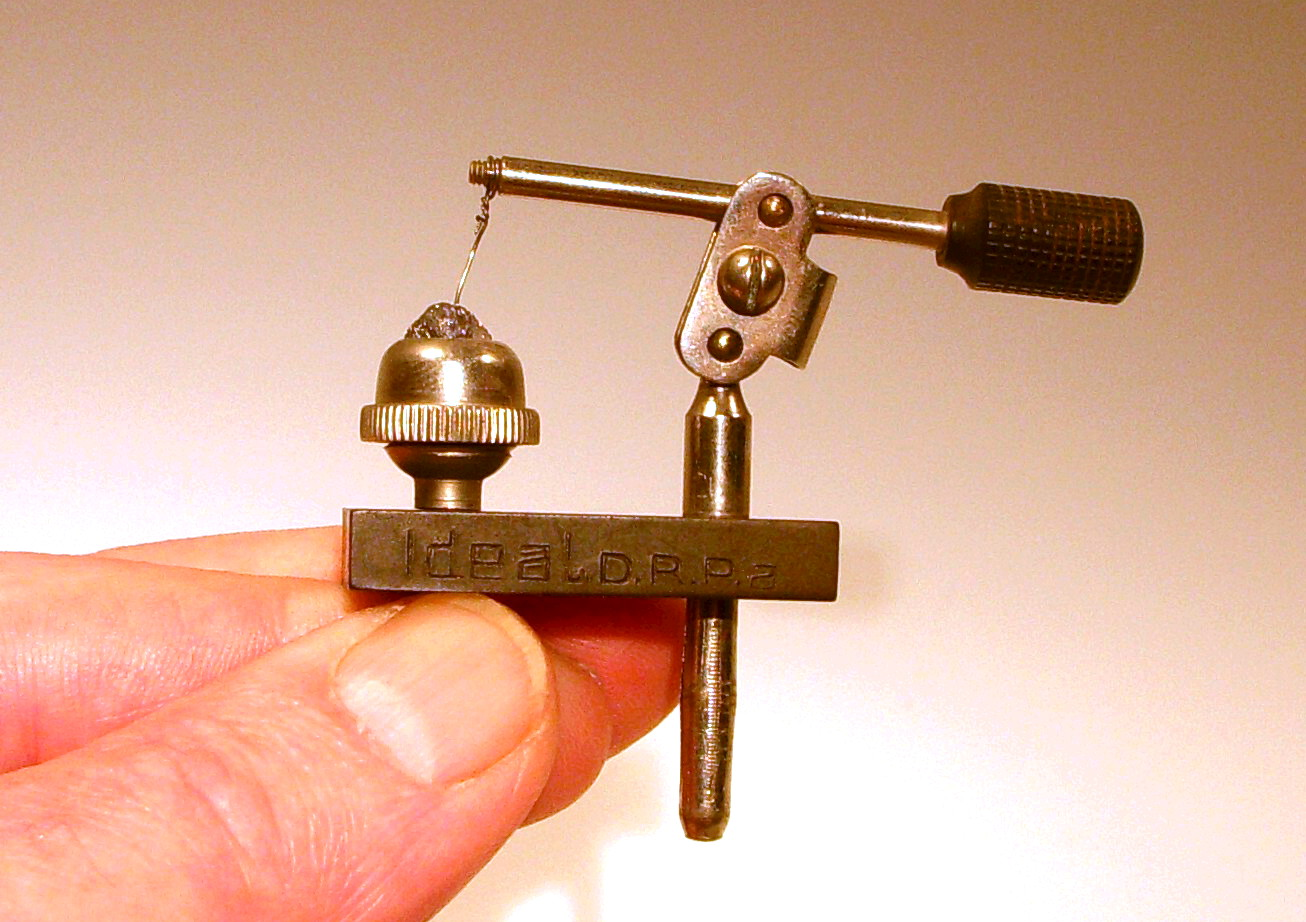
Détecteur à galène.
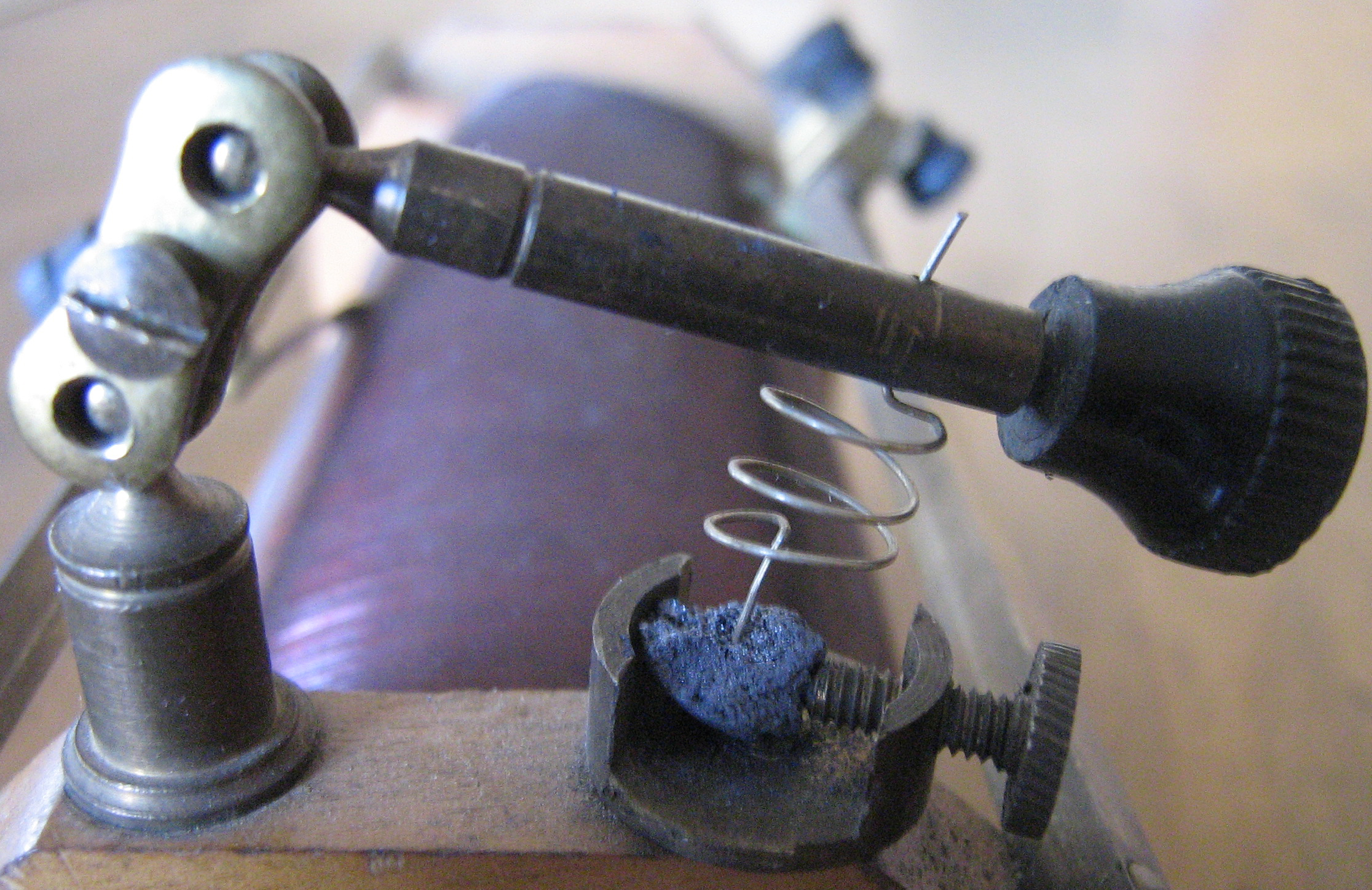
Détecteur à galène d'un poste Oudin.
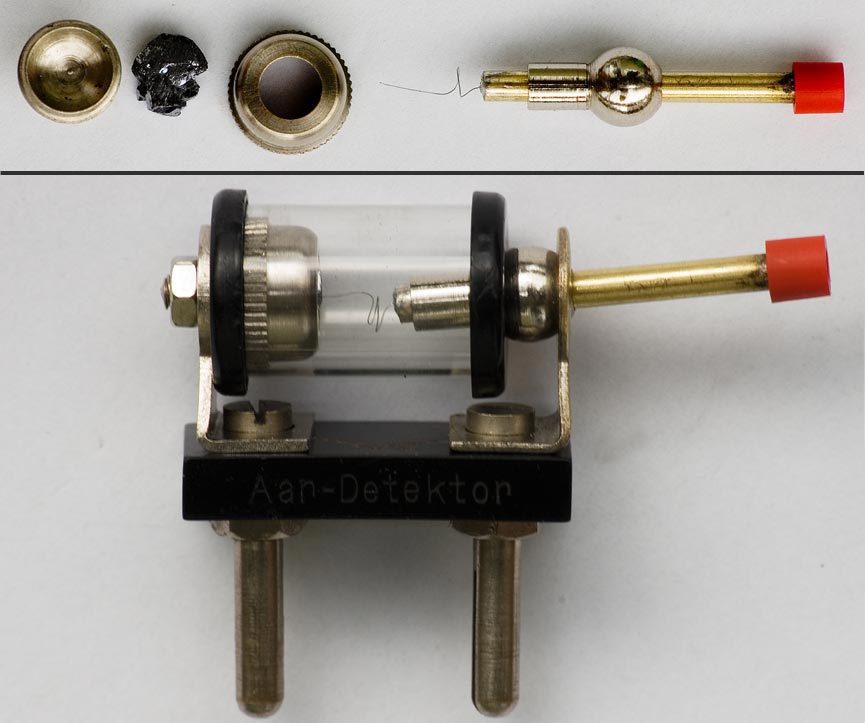
Cristal de galène.
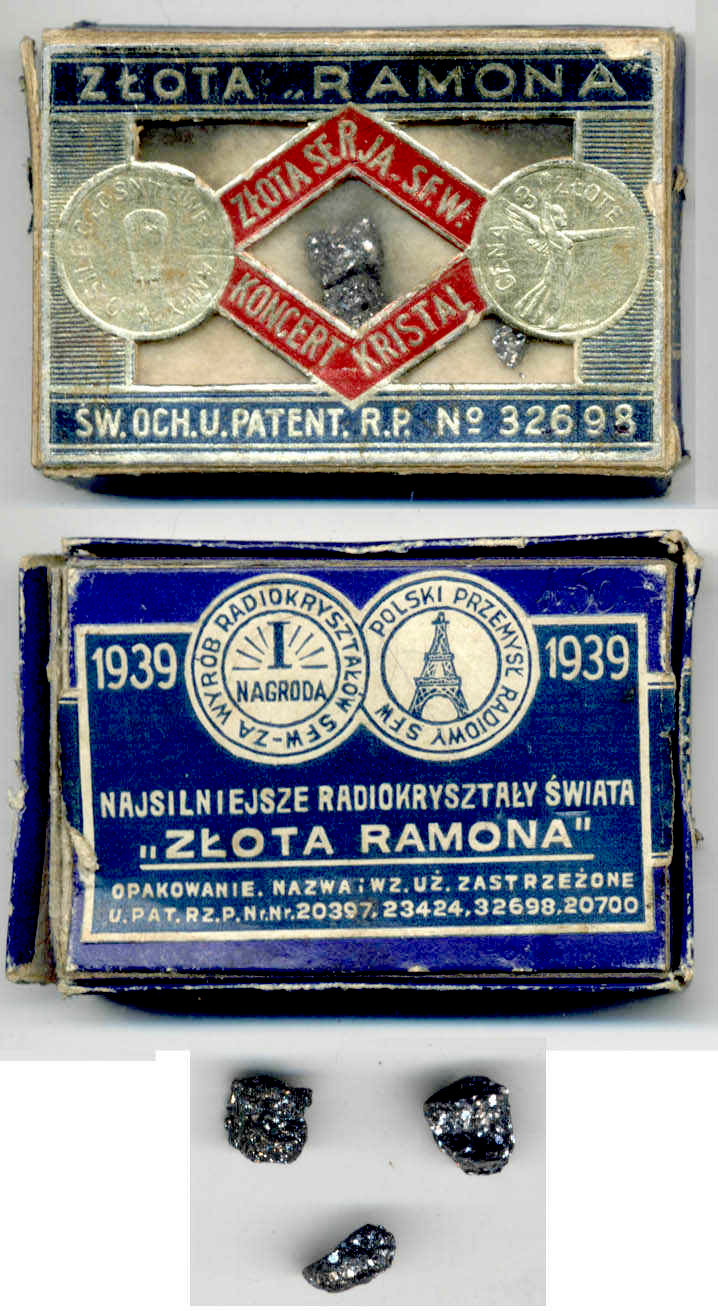
Cristaux de galène vendus pour poste récepteur en 1939.

## Fausses géodes de galène
La galène a la particularité de se cliver très facilement en morceaux pseudo-cubiques. Il est facile d'encoller l’intérieur de géode de quartz et de saupoudrer avec les morceaux clivés de galène pour obtenir une « géode de galène » du meilleur effet.
On trouve même des géodes artificielles faites en poterie, dans lesquelles ont été plantés des bouts d'allumette, afin d'obtenir une cristallisation en pointe. Puis la géode est peinte en noire à l'extérieur et en blanc sur la tranche. Ces fausses géodes sont très courantes au Maroc.

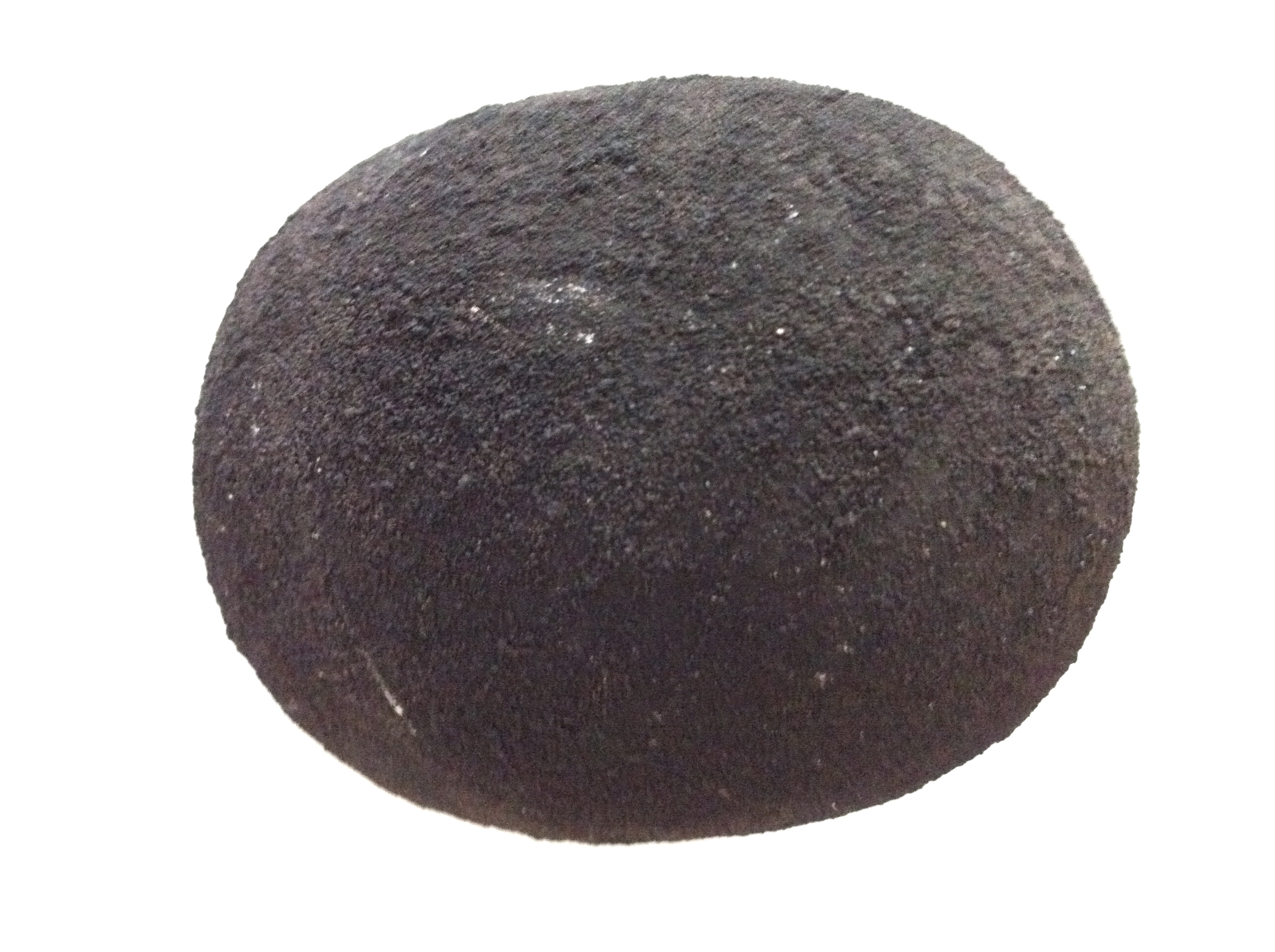
Fausse géode de galène complète.
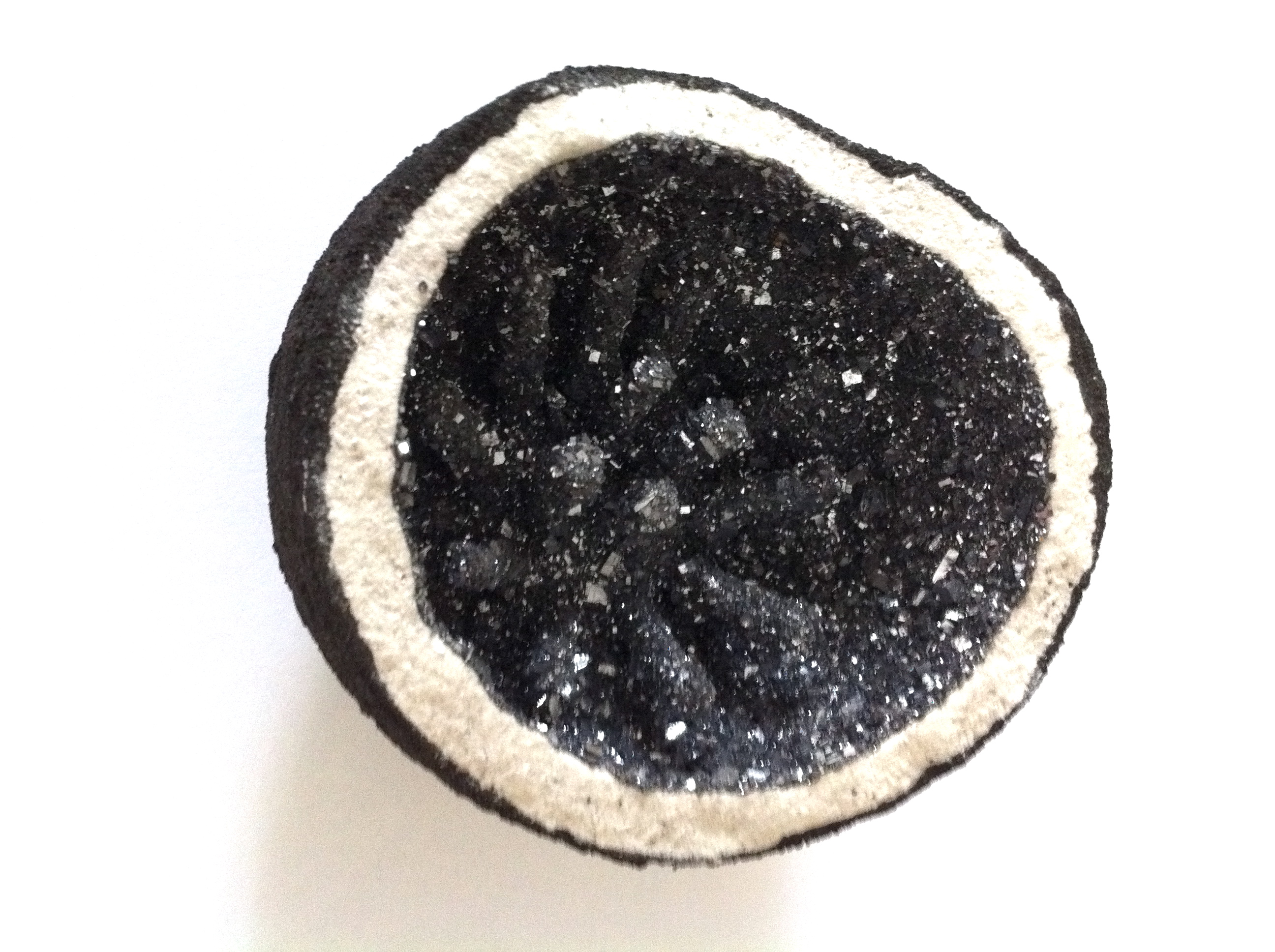
Fausse géode de galène ouverte.
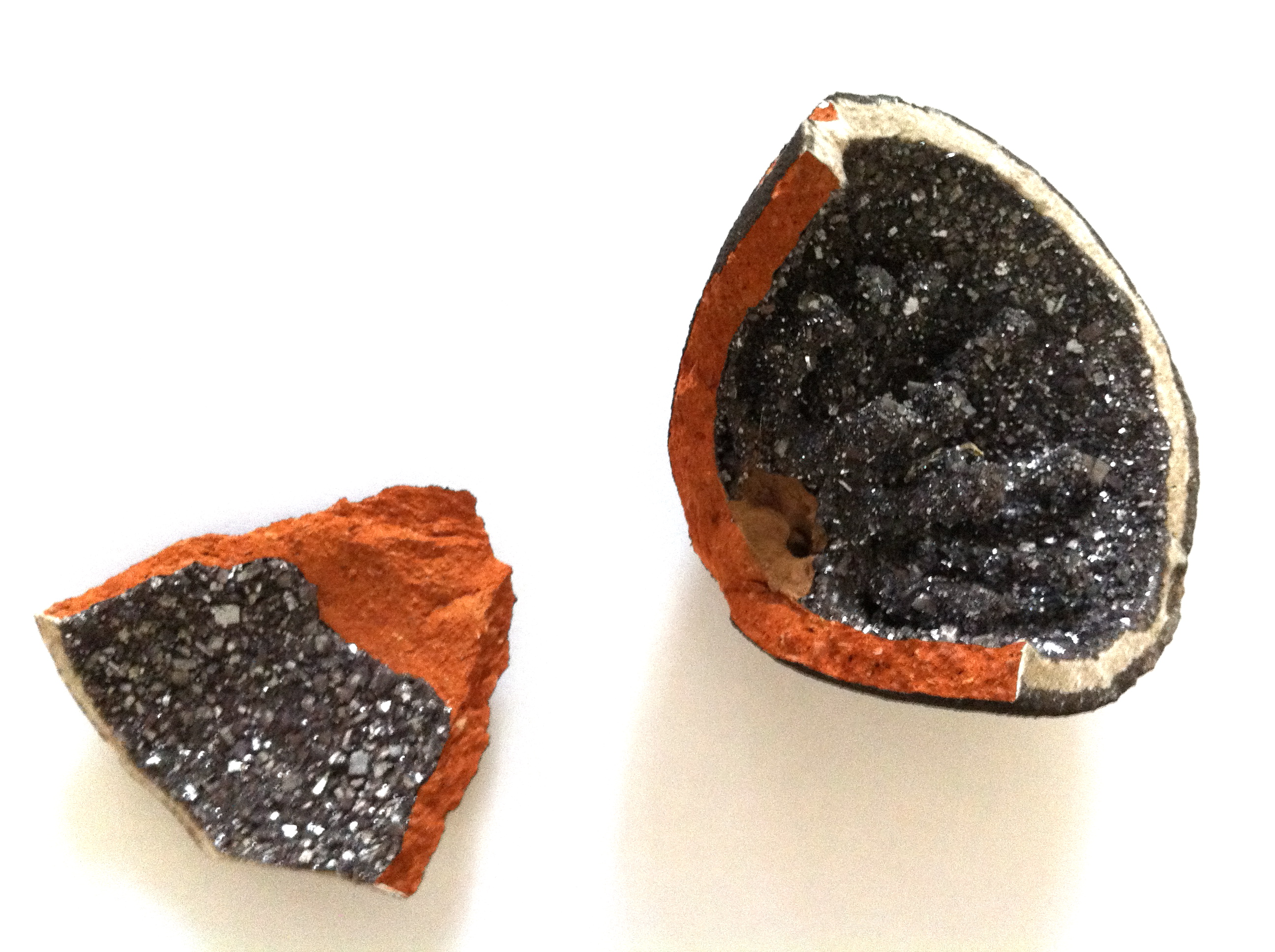
Fausse géode de galène cassée afin de voir la poterie.
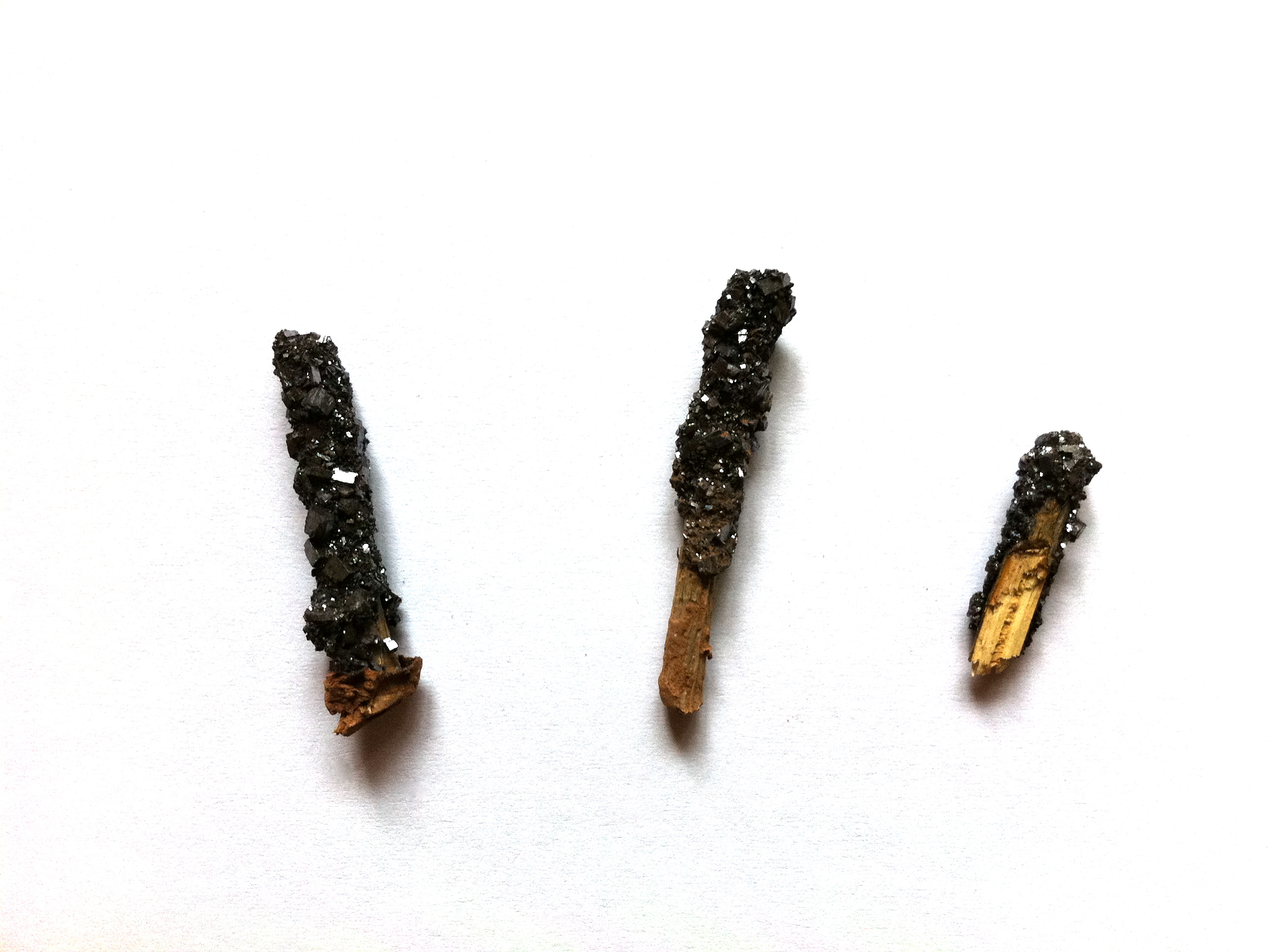
Bouts d'allumette permettant une cristallisation en pointe dans une fausse géode de galène.